# Alexander Berzin
Alexander Berzin, född 1944 i New Jersey, USA, är en amerikansk forskare, översättare och lärare inom tibetansk buddhism. Han har avlagt filosofie doktorsexamen vid Harvard University och har skrivit över 17 böcker. Han har även agerat som tolk för den fjortonde Dalai Lama.